# BacDive
BacDive, acronimo di The Bacterial Diversity Metadatabase (il Metadatabase della diversità batterica), è un metadatabase che fornisce informazioni sui batteri e gli archeobatteri. Esso opera su metadati ottenuti da una pluralità di basi di dati indipendenti e mediante una gestione su sistemi distribuiti.

## Introduzione
Bac Dive è una risorsa di informazioni per diversi tipi di metadati, quali: tassonomia, morfologia, fisiologia, ambiente e biologia molecolare. La maggior parte dei dati è annotata e curata manualmente. Al dicembre 2022 Bac Dive offriva informazioni per 93.254 ceppi, inclusi 19.313 tipi. Il database è ospitato dal Leibniz-Institut DSMZ-Deutsche Sammlung von Mikroorganismen und Zellkulturen GmbH (Leibniz Institute- Collezione tedesca di microorganismi e colture cellulari), appartenente a de.NBI, la rete tedesca per le infrastrutture bioinformatiche, nonché a Elixir, la rete europea per la bioinformatica.
Nel dicembre 2022 BacDive è stato selezionato dalla Global Biodata Coalition come Global Core Biodata Resource (GCBR, risorsa chiave di biodati a livello globale). I GCBR sono considerati risorse di dati fondamentali per la ricerca globale nel campo delle scienze della vita e della biomedicina.

## Contenuti e caratteristiche

### Banca dati
La versione di dicembre del database comprendeva oltre 1.000 diversi campi dati, suddivisi nelle categorie "Nome e classificazione tassonomica", "Morfologia", "Cultura e condizioni di crescita", "Fisiologia e metabolismo", "Isolamento, campionamento e informazioni ambientali", "Informazioni sulla sicurezza", "Informazioni sulla sequenza" e "Disponibilità del ceppo". Il database comprendeva 1.922.166 voci, collegate al ceppo e al riferimento corrispondenti. I dati erano corredati da descrizioni interne relative a raccolte di colture, compendi compilati da esperti e derivati dalla letteratura scientifica primaria (ad esempio per le descrizioni delle specie).

### Accesso ai dati
È possibile accedere ai dati tramite una GUI o tramite il servizio web RESTful. Utilizzando la GUI, l'utente può scegliere tra una ricerca semplice dei ceppi per nome, numero di raccolta della coltura, ID fiscale NCBI o numero di accesso alla sequenza INSDC, oppure l'utente può utilizzare la ricerca avanzata, che consente la ricerca all'interno di 130 campi di dati e fornisce la possibilità di formulare query complesse combinando più campi. I dati possono essere scaricati in formato PDF (per ceppi singoli) o in formato CSV per dataset più grandi (per ceppi multipli).
Tramite il portale del servizio web RESTful è possibile accedere automaticamente ai contenuti di Bac Dive (previa registrazione gratuita). Per supportare l'uso dell'API, sono disponibili i client software in linguaggio Python e R.